# نمط إدراكي
النمط الإدراكي (Cognitive style) أو «نمط التفكير» أو «النمط المعرفي» هي عبارات تستعمل في علم النفس لتصف الأسلوب الذي يتبعه فرد ما في التفكير وفي فهم المعلومات وفي كيفية حفظه للمعلومة. أو أسلوبهم المفضل في استعمال المعلومة لحل المعضلات أو المشاكل أو العقد. إن النمط الإدراكي يختلف عن القدرة الإدراكية أو مستوى الإدراك الذين يقاسان باختبارات المقدرة (aptitude tests) أو اختبارات الذكاء.
هناك بعض الاختلافات في تحديد المعنى الدقيق لمفهوم النمط الإدراكي وفي تحديد ما إذا كانت ذو بعد واحد أو أبعاد متعددة لسلوك الإنسان. ولهذا العلم تطبيقات مهمة في التربية والتعليم كما في مجالات الإدارة العامة. ففي التربية، وُجد أن نسبة ارتياح ونجاح طالب ذو نمط إدراكي مشابه لنمط إدراك معلمه تكون عالية جدا. وفي الإدارة، فإن أعضاء الفريق ذوي الأنماط المتجانسة يظهرون علامات ارتياح في التعامل فيما بينهم أكثر من الفرق الأخرى. والجدير ذكره أن الأنماط المتجانسة تعطي الشعور بالراحة بين الأفراد إلا أنها لا تعني النجاح في تحقيق الأهداف المنشودة.

## نماذج لمقاييس أنماط الإدراك متعدد الأبعاد
- مؤشر أنماط مايرز-بريغز: وهو من أشهر أدوات قياس الأنماط الإدراكية المتعددة الأبعاد ويعرف بـ MBTI. ومؤخرا، شكك الاختصاصيون في صحة بعض المقاييس المستعملة في هذا المؤشر.
- أداة رايدنغ ثنائية الأبعاد:[1] طور رايدنغ أداة لتحديد أنماط الإدراك ثنائي الأبعاد يحضر ويضع النتيجة على خط بياني ذو محورين متعامدين. المحور الأول يمثل التحليل - الشامل (W-A من Wholist-Analytic) والمحور الثاني يمثل الصور - الكلام (V-I من Visual-Imagery).

يمثل محور W-A الطريقة التي يتبعها الفرد في تنظيم وهيكلة المعلومات. فالفرد التحليلي Analytic هو شخص يفكك المعلومة إلى أجزائها الأساسية، بينما الفرد الشامل Wholist هو الشخص الذي يحفظ نظرة شاملة حول المعلومة.
أما المحور الثاني (V-I) فيمثل طريقة حفظ المعلومة. فالفرد الكلامي هو الشخص الذي يحفظ المعلومة ككلام أو أفعال، بينما الفرد الصوري فيحفظ المعلومة على شكل صور.
المشككون في هذه الأداة يعتبرون أن النتيجة تعتمد على سرعة إعطاء الجواب مما يجعلها تخلط بين النمط والمستوى مما يفقدها الدقة في تحديد النمط.